# Abra del Acay

Lägeskarta över Provincia de Salta

Abra del Acay (även Abra El Acay) är ett vägpass i norra Argentina. Med en officiell höjd på 4895 meter över havet var passet tidigare det högst belägna körbara passet i världen.  Orten är också känt på spanska som nido del viento blanco, ’den vita vindens bo’, dvs. ’boet för snöstomarna från fjällen.’
Abra del Acays höjd överskrids numera av det kinesiska Tanggulapasset, som ligger 5231 meter över havet. Qingzang-järnvägen, når i samma område upp till 5072 meter över havet.

## Geografi
Abra del Acay ligger cirka 70 km nordväst om staden Salta. Vägpasset är del av La Ruta Nacional Nº 40 och ligger cirka 45 km norr om La Poma i Departamento La Poma och cirka 30 km sydöst om San Antonio de los Cobres i Departamento Los Andes.
Passets officiella höjd anges till 4 895 m ö.h., höjden varierar dock i olika GPS mätningar mellan 4 972 och 5 061 m ö.h.
Förvaltningsmässigt ingår Abra del Acay i Departamento La Poma som i sin tur ligger i Provincia de Salta.

## Historia
Vägavsnittet påbörjades 1957 och vägpasset invigdes den 8 juli 1960. Biltrafiken började den 9 juli.
Vägavsnittet är inte asfalterat och lämpar sig främst för terränggående fordon. Vägens stigning uppgår till 4,5%.